# 아마풀
아마풀(Diarthron linifolium)은 한반도 중부 이북의 산록에 드물게 나는 한해살이풀로 높이는 30cm 정도이다. 잎은 어긋나며 잎자루는 짧고, 선형, 길이 5-15mm이다. 양 면에 털이 있고, 긑이 날카로우며 가장자리는 밋밋하다. 꽃은 자줏빛이 돌고, 길이 4mm, 가지끝에 총상으로 달린다. 열매는 난형, 길이 4.5mm, 회백색이며 끝에 부리 모양으로 꽃받침이 달린다. 씨는 난형, 끝이 날카롭고, 검은색이다.